# 205P/Giacobini
La Cometa Giacobini, formalmente indicata 205P/Giacobini, è una cometa periodica del Sistema solare, appartenente alla famiglia delle comete gioviane. È stata scoperta dall'astronomo francese Michel Giacobini il 4 settembre 1896. Fu osservata fino al 5 gennaio 1897, ma da allora fu perduta fino alla riscoperta casuale avvenuta il 10 settembre 2008 da parte degli astrofili giapponesi Kōichi Itagaki e Hiroshi Kaneda.
L'identificazione della cometa appena scoperta con la cometa D/1896 R2 Giacobini è stata suggerita dall'astrofilo tedesco Maik Meyer ed in seguito confermata da Syuichi Nakano. Il 17 ed il 19 settembre 2008 D. T. Durig e K. N. Hatchett hanno scoperto due frammenti della cometa muoversi lungo un'orbita molto simile a quella della cometa stessa.